# Rosita (Vorname)
Rosita ist ein weiblicher Vorname. Er ist die Koseform des Vornamens Rosa. 

## Namensträgerinnen
- Rosita Amores (* 1938), spanische Künstlerin im Bereich des Varieté
- Rosita Arvigo (* 1941), US-amerikanische Dozentin, Autorin und Pflanzenheilkundige
- Rosita Boland (* 1965), irische Journalistin und Schriftstellerin
- Rosita Forbes (1890–1967), englische Forschungsreisende, Abenteurerin und Schriftstellerin
- Rosita Mauri (1856–1923), katalanische Tänzerin und Tanzlehrerin
- Rosita Melo (1897–1981), uruguayisch-argentinische Pianistin und Komponistin
- Rosita Quintana (1925–2021), argentinische Schauspielerin
- Rosita Quiroga (1896–1984), argentinische Tangosängerin, -dichterin und -komponistin
- Rosita Renard (1894–1949), chilenische Pianistin
- Rosita Serrano (1914–1997), chilenische Sängerin und Schauspielerin
- Rosita Torosh (1945–1995), italienische Schauspielerin
- Rosita Yarza (1922–1996), spanische Schauspielerin